# Кардейак
Кардейа́к (фр. Cardeilhac, окс. Cardelhac) — коммуна во Франции, находится в регионе Юг — Пиренеи. Департамент — Верхняя Гаронна. Входит в состав кантона Булонь-сюр-Жес. Округ коммуны — Сен-Годенс.
Код INSEE коммуны — 31108.

## География

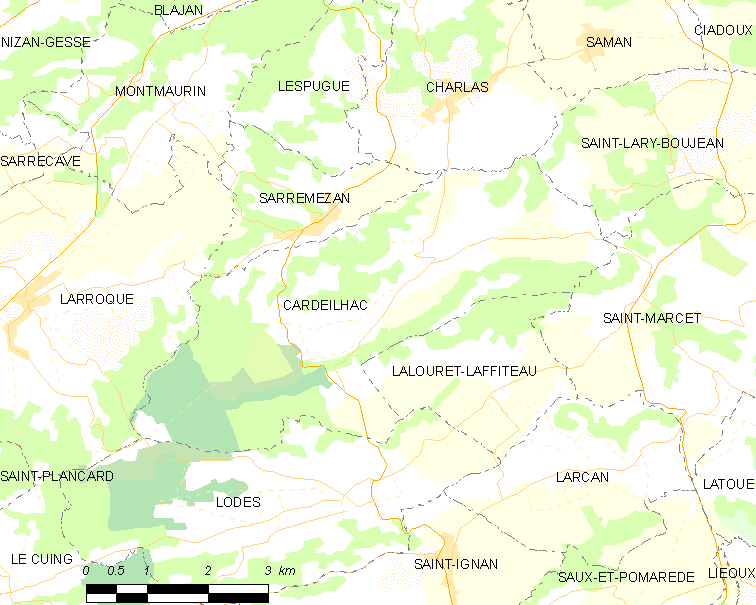
Карта коммуны

Коммуна расположена приблизительно в 640 км к югу от Парижа, в 75 км к юго-западу от Тулузы.

## Климат
Климат умеренно-океанический. Зима мягкая и снежная, весна характеризуется сильными дождями и грозами, лето сухое и жаркое, осень солнечная. Преобладают сильные юго-восточные и северо-западные ветры.

## Население
Население коммуны на 2010 год составляло 256 человек.
| 1962 | 1968 | 1975 | 1982 | 1990 | 1999 | 2010 |
| ---- | ---- | ---- | ---- | ---- | ---- | ---- |
| 363  | 310  | 264  | 232  | 251  | 230  | 256  |

## Администрация
| Период | Период | Фамилия           | Партия | Примечания |
| ------ | ------ | ----------------- | ------ | ---------- |
| 2001   | 2014   | Жан-Клод Дюбернар |        |            |
| 2014   | 2020   | Реймон Буайе      |        |            |

## Экономика
В 2010 году среди 161 человека трудоспособного возраста (15—64 лет) 114 были экономически активными, 47 — неактивными (показатель активности — 70,8 %, в 1999 году было 77,5 %). Из 114 активных жителей работали 104 человека (60 мужчин и 44 женщины), безработных было 10 (4 мужчины и 6 женщин). Среди 47 неактивных 5 человек были учениками или студентами, 31 — пенсионерами, 11 были неактивными по другим причинам.